# تفجير حافلات كونمينغ 2008
تفجير حافلات كونمينغ 2008 هو تفجير وقع في 21 يوليو 2008 عندما انفجرت حافلتين عامتين في وسط مدينة كونمينغ عاصمة مقاطعة يونان جنوب غرب الصين، وتسبب الانفجار في مقتل شخصين. زعمت الشرطة الصينية أن التفجيرات جاءت لزعزعة الاستقرار قبيل أولمبياد بكين، ثم نفت السلطات الصينية في وقت لاحق ذلك وذكرت أن الانفجارات لم تكن مُتعمدة أو عملًا إرهابيًا.

## المسئولية
في 26 يوليو 2008 ادعى شريط فيديو منسوب للحزب الإسلامي التركستاني مسئوليته عن التفجيرات في كونمينغ، بالإضافة لمسئوليته عن هجوم شنغهاي في مايو 2008. وقال المتحدث في مقطع الفيديو: «على الرغم من التحذيرات المتكررة للصين والمجتمع الدولي بشأن وقف الألعاب الأولمبية التاسعة والعشرين في بكين، تجاهل الصينيون تحذيراتنا».
ومع ذلك قالت وزارة الخارجية الصينية إنها حققت في الحادثة، وخلصت إلى أن الحزب الإسلامي التركستاني لم يكن وراء الهجوم.